# Иглъях
Иглъях (устар. Игл-Ях) — река в Тарском районе Омской области России. Длина реки составляет 14 км.
Начинается в заболоченной местности. Течёт в северо-западном направлении через пихтово-берёзовый лес. Устье реки находится на 359-м км правого берега реки Ягылъях на высоте 113,0 метра над уровнем моря.

## Данные водного реестра
По данным государственного водного реестра России относится к Верхнеобскому бассейновому округу, водохозяйственный участок реки — Васюган, речной подбассейн реки — Васюган. Речной бассейн реки — (Верхняя) Обь до впадения Иртыша.

## Уточнения
1. ↑  Согласно Государственному водному реестру; карты Генерального штаба ВС СССР и ГКГН считают Иглъях верховьями Ягылъяха, а верховья Ягылъяха по ГВР — его безымянным левым притоком